# Rafflesia speciosa
Rafflesia speciosa là một loài thực vật có hoa trong họ Rafflesiaceae. Loài này được Barcelona & Fernando mô tả khoa học đầu tiên năm 2002.